# Jakub Prachař
Jakub Prachař (* 30. srpna 1983 Praha) je český herec, hudebník a moderátor. Je synem uměleckého páru, herečky Dany Batulkové a herce Davida Prachaře. Je také bratrem herečky a zpěvačky Mariany Prachařové. Byl také členem a spoluzakladatelem hudební skupiny Nightwork.

## Studium
Po maturitě na Gymnáziu Jaroslava Seiferta začal studovat katedru alternativního a loutkového divadla na DAMU, kterou však z důvodu pracovní vytíženosti po druhém ročníku a dvou absolventských představeních přerušil.

## Umělecká kariéra
Již jako třináctiletý kluk začal účinkovat v Divadle Komedie v inscenaci Maska. Poté dostal nabídku od režiséra Jana Hřebejka zahrát si skauta v jedné ze tří povídek pro televizní cyklus Bakaláři. Další filmovou zkušeností pro něj byla role rozmazleného továrnického synka Romana Gráfa ve snímku Milenci & Vrazi v režii Viktora Polesného. Mediálně známějším se stal až po účinkování v televizních seriálech Ulice, Bazén a Horákovi. Spolu s Janou Paulovou účinkoval rovněž v materiálu Ředitelství silnic a dálnic propagujícím výstavbu dálnice D8 přes České středohoří.
Mnohem víc než divadlo samotné ho ale oslovila muzika a postupem času se jeho jméno začalo spojovat převážně s hudební branží. Po příchodu do kapely Nightwork, v níž působil jako kytarista a doprovodný zpěvák, se mimo jiné začal věnovat i textařské a skladatelské činnosti.

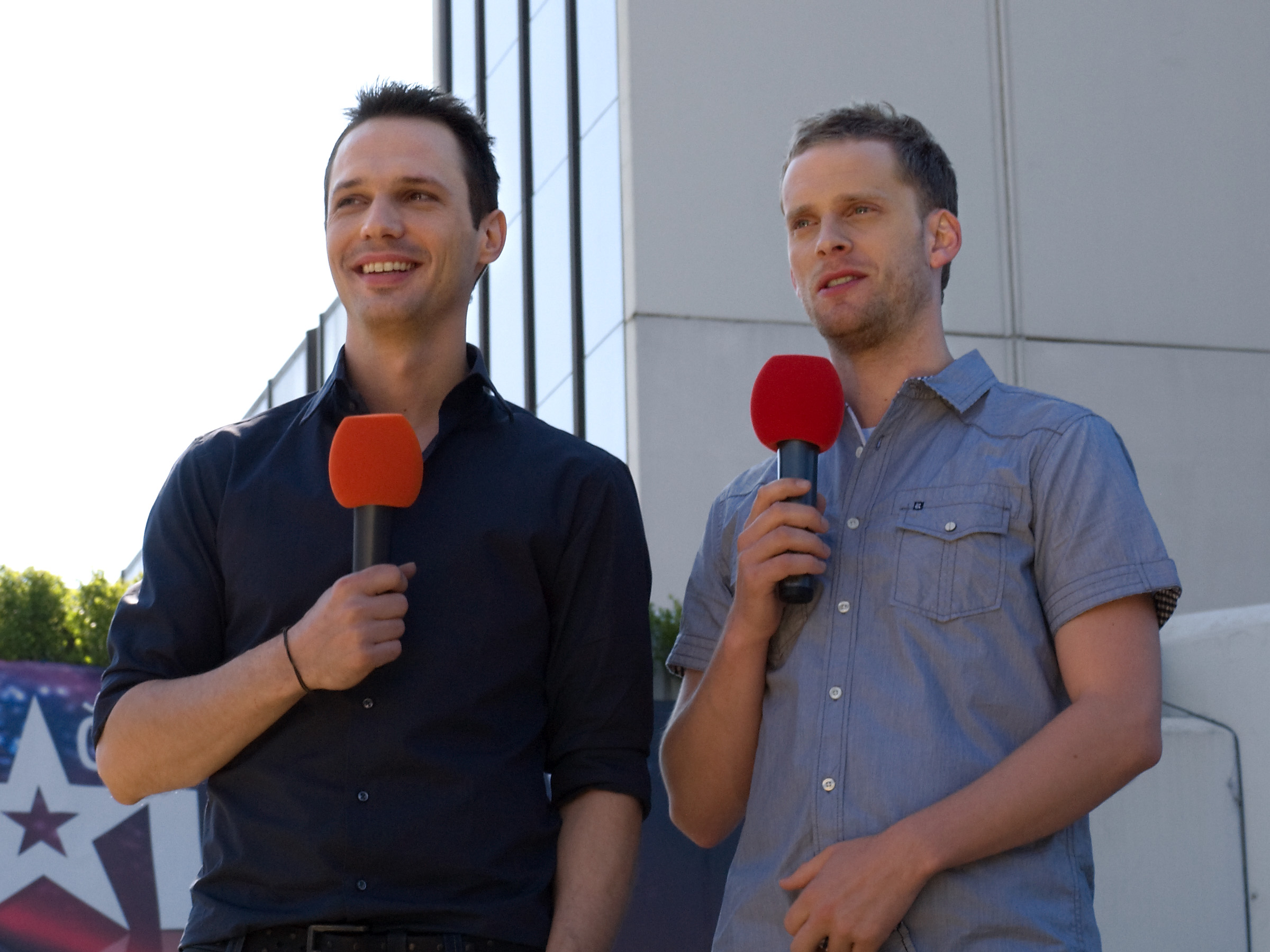
ČSMT casting Praha

V současné době přesto působí společně se svým hereckým (i hudebním) kolegou Vojtěchem Dykem v holešovickém divadle La Fabrika v improvizační hře Kultovní představení, které apeluje na publikum, vyzývá ho ke spolupráci a umožňuje tak divákům zasahovat do děje. V muzikálu Dáma s kaméliemi hraje živě na kytaru.
V roce 2010 se stal jedním z hlavních moderátorů nové soutěže Česko Slovensko má talent a společně s Martinem „Pyco“ Rauschem tuto talentovou show provázel i v následujících letech. Spolupráce na tomto projektu významně ovlivňovala jeho působení v kapele Nightwork, jejíž produktivita byla po dobu jeho účasti v projektu ČSMT striktně podřízena.

## Divadlo
Divadlo ABC Rokoko
- Tristan a Isolda (premiéra: 5. dubna 2008 / derniéra: 30. června 2010) – Tristan (Ondrej Spišák/Jiří Janků/Dominik Renč)

Roxy / NoD
- Pornohvězdy (premiéra: 15. a 16. prosince 2009 / derniéra: prosinec 2010) – pornoherec (Petr Kolečko/Petr Wajsar/Tomáš Svoboda)

Národní divadlo
- Kupec benátský (premiéra: 12. listopadu 2009 / derniéra : 4. listopadu 2011) – Lorenzo (William Shakespeare/Martin Čičvák/Petr Kofroň)

La Fabrika
- La Putyka (premiéra: 21. dubna 2009 / hraje se) hudební doprovod ve formaci Tros Discotequos (od roku 2011 v alternaci)
- Kultovní představení (premiéra: 19. dubna 2010 / derniéra: 16. června 2013) (SKUTR/Petr Kaláb)
- UP'END'DOWN (premiéra: 19. prosince 2010 / hraje se) hudební doprovod ve formaci Tros Discotequos (od roku 2011 v alternaci)

A studio Rubín
- FEDERER – NADAL (premiéra: 30.4. 2012 / hraje se) Námět: Jakub Prachař, Text: Petr Kolečko
- ZLATÝ PRSTEN JANA TŘÍSKY autoři: P. Kolečko / T. Svoboda režie: Tomáš Svoboda

## Filmové a seriálové role, výběr
- Ze života pubescentky (1999) (TV film)
- Vánoční koleda (2001) (dabing) [1]
- Jak chutná láska (2002) (TV film)
- Úlet (2003) (TV film, komedie)
- Ruth to vidí jinak (2004) (TV film)
- Rodinná pouta (2004) (TV seriál)
- Poklad na Sovím hrádku (2004) (pohádka)
- Milenci & Vrazi (2004) (film, drama)
- Ulice (2005) (TV seriál) Ben Vojtíšek
- Zlá minuta (2005) (TV film)
- Milovníci aneb Naprosto nevydařené rande (2005) (TV film)
- Království potoků (2005) (TV film)
- Boháč a chudák (2005) (pohádková komedie) Lukáš (Karel Jaromír Erben/Zdeněk Zelenka)
- Bazén (2005) (TV seriál) Dejv
- Naděje zítřka (2006) (film, drama)
- Horákovi (2006) (TV seriál) Patrik Procházka
- Boží pole s. r. o. (2006) (TV film, drama/komedie)
- 15:29 (2007) (film, drama)
- Kukačky (2007) (TV film)
- Vlna (2008) (TV film)
- Sněženky a machři po 25 letech (2008) (film, komedie/drama)
- O bílé paní (2008) (pohádka)
- Kriminálka Anděl (2008) (TV seriál)
- Děti noci (2008) (film, drama)
- Proč bychom se netopili (2009) (TV seriál)
- Vyprávěj (TV seriál)
- Hlasy za zdí (2012) (film, horor)
- Revival (2013) (film, komedie/hudební)
- Křídla Vánoc (2013) (film, drama)
- Máme rádi Česko (od 2013)
- Bony a klid 2 (2014)
- Padesátka (2015)
- Ohnivý kuře (2016) (TV seriál) Michal „Mike“ Beneš
- Vyšehrad (2016) (internetový seriál)
- Prázdniny v Provence (2016) (film, komedie)
- Čertoviny (2017) (film, pohádka)
- Přijela pouť (2018) (internetový seriál)
- Přes prsty (2019) (film, sportovní)
- LOVEní (2019) (film, komedie)
- Jack Russel: Zachránce planety (2019) (film, animovaný)
- Pouť: Rozjetý devadesátky (2019) (internetový seriál)
- Šťastný nový rok (2019) (film, vánoční komedie)
- Princezna a půl království (2019) (film, pohádka)
- Matky (2021)
- Vyšehrad: Seryjál (2021)
- Dvojka na zabití (2021) (TV seriál) kpt. Martin Rykl
- Inkognito (2021) (televizní zábavný pořad)
- Vyšehrad: Fylm (2022)
- Hádkovi (2022)
- Buď chlap! (2022)

## Video
- DISKO reklama (1998) (Opavia)
- Kravatatzi (2007) (Nightwork)
- Ředitelství silnic a dálnic propagace výstavby dálnice D8 (2008)
- Mája (Nightwork)
- Globální oteplování (Nightwork)
- Vánoční čas (Nightwork)
- Jeden svět znělka Mezinárodního festivalu (2010) (společnost Člověk v tísni)
- Tepláky (Nightwork)
- Vyměňte politiky (2010) (Nightwork)
- Andělská dívka (Nightwork)
- Čti-wo: Kniha knih - Den zúčtování (2011) (Nightwork)

## Rodinný život
Jakub Prachař je synem českého herce Davida Prachaře a české herečky Dany Batulkové. Jeho dědečkem byl zasloužilý umělec Ilja Prachař.
Stejně jako jeho otec je příznivcem SK Slavia Praha, k čemuž odkazuje i jeho tetování.
Dne 20. dubna 2013 se v Mariánských Lázních oženil s modelkou Agátou Hanychovou, která přijala příjmení Prachařová. Dne 13. září 2017 se mu narodila dcera Mia. V roce 2020 se rozvedli. Nyní tvoří pár s herečkou Sarou Sandevou.
Patřil mezi podporovatele hnutí ANO 2011, nicméně jeho jméno časem z webových stránek hnutí (konkrétně ze sekce Podporují nás) zmizelo. Když se ho na to novináři v červnu 2019 ptali, odpověděl: „Zmizel jsem, ale to už je dlouho, přes rok určitě. Myslím, že důvody jsou zřejmé. Nechci je rozvádět.“